# Список губернаторов Техаса
Губерна́тор Теха́са (англ. Governor of Texas) является главой исполнительной власти и главнокомандующим вооруженными силами штата Техас. Губернатор может либо одобрить, либо наложить вето на законопроекты, принимаемые легислатурой штата, которая состоит из двух палат — Сената и Палаты представителей штата. Губернатор также имеет право созывать собрания легислатуры штата.

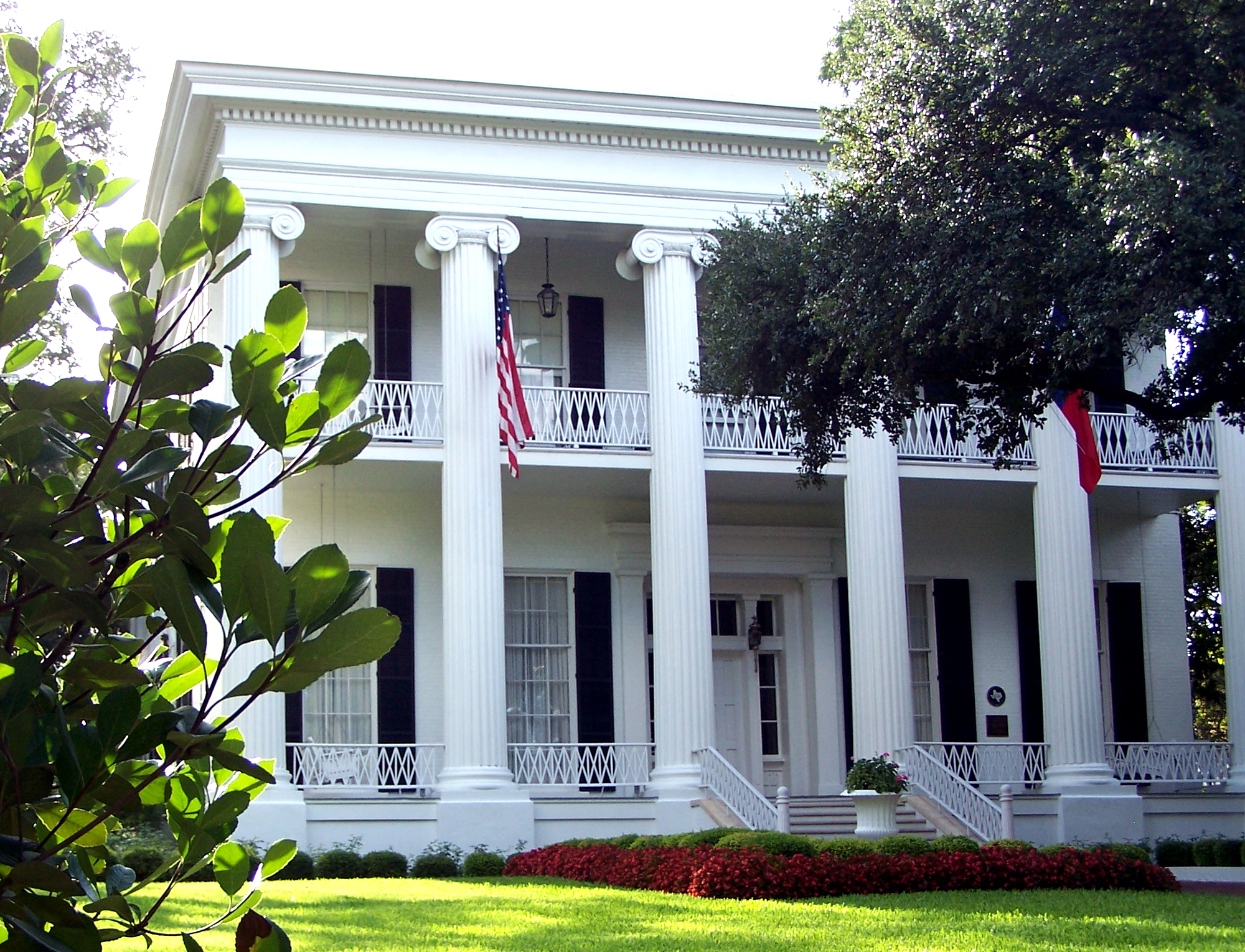
Особняк губернатора Техаса

Расположение Техаса в составе США

В XIX и XX веках срок работы губернатора варьировался от двух до четырёх лет. Согласно действующей конституции штата Техас, губернатор штата избирается сроком на 4 года, и срок губернаторства начинается с принятия присяги в третий вторник января соответствующего года. Рекорд по совокупной длительности пребывания губернатором Техаса принадлежит Рику Перри — чуть более 14 лет, с 21 декабря 2000 года по 20 января 2015 года. За ним следует Билл Клементс — восемь лет (два срока по 4 года, но с перерывом). Губернаторы Аллан Шиверс, Прайс Дэниел и Джон Конналли работали по три срока, но общая продолжительность губернаторства каждого из них была меньше из-за двухлетних сроков.
Губернатор избирается вместе с вице-губернатором (или лейтенант-губернатором, lieutenant governor). В случае если кресло губернатора по какой-нибудь причине оказывается вакантным, вице-губернатор становится губернатором. Такая поправка к конституции Техаса действует только с 1999 года — до этого по закону вице-губернатор становился исполняющим обязанности губернатора.
Действующий губернатор Техаса и его семья живут в «особняке губернатора» в Остине. У губернатора также есть приёмная на втором этаже Капитолия штата Техас.

## История — до образования штата Техас
С 1691 по 1821 год Техас был частью Новой Испании. За это время им правили 37 губернаторов.
С 1821 по 1835 год территория Техаса была частью Мексики и входила в штат Коауила и Техас. За это время им правили 13 губернаторов.
После революции в 1835 году было создано переходное правительство, а с 1836 года — Республика Техас, у которой с 1836 по 1846 год было пять президентов.

## Губернаторы Техаса
29 декабря 1845 года Техас стал 28-м штатом США, а первым губернатором штата Техас стал Джеймс Пинкни Хендерсон, вступивший в эту должность 19 февраля 1846 года. Согласно принятой нумерации, Рик Перри является 47-м губернатором Техаса, но при этом 44-м человеком, занимающим эту должность, так как непоследовательные сроки губернаторства считались под разными номерами (Мириам Фергюсон, Элайша Пиз и Билл Клементс). За это время всего две женщины занимали губернаторский пост — Мириам Фергюсон (в 1925—1927 и 1933—1935 годах) и Энн Ричардс (в 1991—1995 годах). К настоящему времени (март 2019) в живых остались только двое из бывших губернаторов Техаса — Рик Перри и Джордж Уокер Буш, который оставил пост губернатора в конце 2000 года, чтобы стать Президентом США.
Распределение губернаторов Техаса по партийной принадлежности приведено ниже, а также выделено соответствующими цветами в основной таблице (отдельно для губернаторов и вице-губернаторов). Интересно, что в течение 105 лет, с 1874 по 1979 год, губернаторами Техаса непрерывно были только представители демократической партии.
Партии
 Демократическая
 Республиканская
 Юнионистская
 Беспартийный
| Партия          | Число губернаторов |
| Демократическая | 39                 |
| Республиканская | 6                  |
| Юнионистская    | 1                  |
| Беспартийный    | 1                  |

| #     | Имя, годы жизни                                                        | Портрет                                                         | Начало          | Окончание          | Партийность                | Вице-губернатор                                              | Примечания    |
| ----- | ---------------------------------------------------------------------- | --------------------------------------------------------------- | --------------- | ------------------ | -------------------------- | ------------------------------------------------------------ | ------------- |
| 1     | Джеймс Пинкни Хендерсон James Pinckney Henderson 1808 — 1858           |                                                                 | 19 февраля 1846 | 21 декабря 1847    | демократ                   | Альберт Клинтон Хортон Albert Clinton Horton                 | [ 10 ] [ 11 ] |
| 2     | Джордж Тайлер Вуд George Tyler Wood 1795 — 1858                        |                                                                 | 21 декабря 1847 | 21 декабря 1849    | демократ                   | Джон Александр Грир John Alexander Greer                     | [ 12 ] [ 13 ] |
| 3     | Питер Хансборо Белл Peter Hansborough Bell 1810 — 1898                 |                                                                 | 21 декабря 1849 | 23 ноября 1853     | демократ                   | Джон Александр Грир John Alexander Greer (1849—1851)         | [ 14 ] [ 15 ] |
| 3     | Питер Хансборо Белл Peter Hansborough Bell 1810 — 1898                 | Джеймс Уилсон Хендерсон James W. Henderson (1851—1853)          | 21 декабря 1849 | 23 ноября 1853     | демократ                   |                                                              | [ 14 ] [ 15 ] |
| 4     | Джеймс Уилсон Хендерсон James W. Henderson 1817 — 1880                 |                                                                 | 23 ноября 1853  | 21 декабря 1853    | демократ                   | вакантно                                                     | [ 16 ] [ 17 ] |
| 5     | Элайша Пиз Elisha M. Pease 1812 — 1883                                 |                                                                 | 21 декабря 1853 | 21 декабря 1857    | юнионист                   | Дэвид Кэтчингс Диксон David Catchings Dickson (1853—1855)    | [ 18 ] [ 19 ] |
| 5     | Элайша Пиз Elisha M. Pease 1812 — 1883                                 | Хардин Раннелс Hardin R. Runnels (1855—1857)                    | 21 декабря 1853 | 21 декабря 1857    | юнионист                   |                                                              | [ 18 ] [ 19 ] |
| 6     | Хардин Раннелс Hardin R. Runnels 1820 — 1873                           |                                                                 | 21 декабря 1857 | 21 декабря 1859    | демократ                   | Фрэнсис Лаббок Francis R. Lubbock                            | [ 20 ] [ 21 ] |
| 7     | Сэм Хьюстон Sam Houston 1793 — 1863                                    |                                                                 | 21 декабря 1859 | 18 марта 1861      | независимый (беспартийный) | Эдвард Кларк Edward Clark                                    | [ 22 ] [ 23 ] |
| 8     | Эдвард Кларк Edward Clark 1815 — 1880                                  |                                                                 | 18 марта 1861   | 7 ноября 1861      | демократ                   | вакантно                                                     | [ 24 ] [ 25 ] |
| 9     | Фрэнсис Лаббок Francis R. Lubbock 1815 — 1905                          |                                                                 | 7 ноября 1861   | 5 ноября 1863      | демократ                   | Джон Макклэнахан Крокетт John McClannahan Crockett           | [ 26 ] [ 27 ] |
| 10    | Пендлтон Мюрра Pendleton Murrah 1826 — 1865                            |                                                                 | 5 ноября 1863   | 17 июня 1865       | демократ                   | Флетчер Саммерфилд Стокдейл Fletcher Summerfield Stockdale   | [ 28 ] [ 29 ] |
| и. о. | Флетчер Саммерфилд Стокдейл Fletcher Summerfield Stockdale 1823 — 1890 |                                                                 | 11 июня 1865    | 16 июня 1865       | военный                    | вакантно                                                     | [ 30 ] [ 31 ] |
| 11    | Эндрю Хэмилтон Andrew J. Hamilton 1815 — 1875                          |                                                                 | 17 июня 1865    | 9 августа 1866     | демократ (военный)         | вакантно                                                     | [ 32 ] [ 33 ] |
| 12    | Джеймс Трокмортон James W. Throckmorton 1825 — 1894                    |                                                                 | 9 августа 1866  | 8 августа 1867     | демократ                   | Джордж Уошингтон Джонс George Washington Jones               | [ 34 ] [ 35 ] |
| 13    | Элайша Пиз Elisha M. Pease 1812 — 1883 (во второй раз)                 |                                                                 | 8 июня 1867     | 30 сентября 1869   | республиканец              | вакантно                                                     | [ 18 ] [ 19 ] |
| 14    | Эдмунд Дэвис Edmund J. Davis 1827 — 1883                               |                                                                 | 8 января 1870   | 15 января 1874     | республиканец              | вакантно                                                     | [ 36 ] [ 37 ] |
| 15    | Ричард Кок Richard Coke 1829 — 1897                                    |                                                                 | 15 января 1874  | 21 декабря 1876    | демократ                   | Ричард Хаббард Richard B. Hubbard                            | [ 38 ] [ 39 ] |
| 16    | Ричард Хаббард Richard B. Hubbard 1832 — 1901                          |                                                                 | 21 декабря 1876 | 21 января 1879     | демократ                   | вакантно                                                     | [ 40 ] [ 41 ] |
| 17    | Оран Робертс Oran M. Roberts 1815 — 1898                               |                                                                 | 21 января 1879  | 16 января 1883     | демократ                   | Джозеф Сэйерс Joseph D. Sayers (1879—1881)                   | [ 42 ] [ 43 ] |
| 17    | Оран Робертс Oran M. Roberts 1815 — 1898                               | Леонидас Джефферсон Стори Leonidas Jefferson Storey (1881—1883) | 21 января 1879  | 16 января 1883     | демократ                   |                                                              | [ 42 ] [ 43 ] |
| 18    | Джон Айрленд John Ireland 1827 — 1896                                  |                                                                 | 16 января 1883  | 20 января 1887     | демократ                   | Фрэнсис Мэрион Мартин Francis Marion Martin (1883—1885)      | [ 44 ] [ 45 ] |
| 18    | Джон Айрленд John Ireland 1827 — 1896                                  | Барнетт Гиббс Barnett Gibbs (1885—1887)                         | 16 января 1883  | 20 января 1887     | демократ                   |                                                              | [ 44 ] [ 45 ] |
| 19    | Лоуренс Салливан Росс Lawrence Sullivan Ross 1838 — 1898               |                                                                 | 18 января 1887  | 20 января 1891     | демократ                   | Томас Бентон Уилер Thomas Benton Wheeler                     | [ 46 ] [ 47 ] |
| 20    | Джеймс Стивен Хогг James Stephen Hogg 1851 — 1906                      |                                                                 | 20 января 1891  | 15 января 1895     | демократ                   | Джордж Кэссети Пендлтон George Cassety Pendleton (1891—1893) | [ 48 ] [ 49 ] |
| 20    | Джеймс Стивен Хогг James Stephen Hogg 1851 — 1906                      | Мартин Макналти Крейн Martin McNulty Crane (1893—1895)          | 20 января 1891  | 15 января 1895     | демократ                   |                                                              | [ 48 ] [ 49 ] |
| 21    | Чарльз Калберсон Charles A. Culberson 1855 — 1925                      |                                                                 | 15 января 1895  | 17 января 1899     | демократ                   | Джордж Тейлор Джестер George Taylor Jester                   | [ 50 ] [ 51 ] |
| 22    | Джозеф Сэйерс Joseph D. Sayers 1841 — 1929                             |                                                                 | 17 января 1899  | 20 января 1903     | демократ                   | Джеймс Натан Браунинг James Nathan Browning                  | [ 52 ] [ 53 ] |
| 23    | Сэмюэл Уиллис Такер Ланэм Samuel Willis Tucker Lanham 1846 — 1908      |                                                                 | 20 января 1903  | 15 января 1907     | демократ                   | Джордж Нил George D. Neal                                    | [ 54 ] [ 55 ] |
| 24    | Томас Митчелл Кэмпбелл Thomas Mitchell Campbell 1856 — 1923            |                                                                 | 15 января 1907  | 17 января 1911     | демократ                   | Эсбери Бэском Дэвидсон Asbury Bascom Davidson                | [ 56 ] [ 57 ] |
| 25    | Оскар Брэнч Колкуитт Oscar Branch Colquitt 1861 — 1940                 |                                                                 | 17 января 1911  | 19 января 1915     | демократ                   | Эсбери Бэском Дэвидсон Asbury Bascom Davidson (1911—1913)    | [ 58 ] [ 59 ] |
| 25    | Оскар Брэнч Колкуитт Oscar Branch Colquitt 1861 — 1940                 | Уильям Хардинг Мэйс William Harding Mayes (1913—1914)           | 17 января 1911  | 19 января 1915     | демократ                   |                                                              | [ 58 ] [ 59 ] |
| 26    | Джеймс Эдвард Фергюсон James E. Ferguson 1871 — 1944                   |                                                                 | 19 января 1915  | 25 августа 1917    | демократ                   | Уильям Петтус Хобби William P. Hobby                         | [ 60 ] [ 61 ] |
| 27    | Уильям Петтус Хобби William P. Hobby 1878 — 1964                       |                                                                 | 25 августа 1917 | 18 января 1921     | демократ                   | вакантно (1917—1919)                                         | [ 62 ] [ 63 ] |
| 27    | Уильям Петтус Хобби William P. Hobby 1878 — 1964                       | Уиллард Арнольд Джонсон Willard Arnold Johnson (1919—1921)      | 25 августа 1917 | 18 января 1921     | демократ                   |                                                              | [ 62 ] [ 63 ] |
| 28    | Пэт Моррис Нефф Pat Morris Neff 1871 — 1952                            |                                                                 | 18 января 1921  | 20 января 1925     | демократ                   | Линч Дэвидсон Lynch Davidson (1921—1923)                     | [ 64 ] [ 65 ] |
| 28    | Пэт Моррис Нефф Pat Morris Neff 1871 — 1952                            | Томас Уитфилд Дэвидсон Thomas Whitfield Davidson (1923—1925)    | 18 января 1921  | 20 января 1925     | демократ                   |                                                              | [ 64 ] [ 65 ] |
| 29    | Мириам Фергюсон Miriam A. Ferguson 1875 — 1961                         |                                                                 | 20 января 1925  | 17 января 1927     | демократ                   | Барри Миллер Barry Miller                                    | [ 66 ] [ 67 ] |
| 30    | Дэн Муди Dan Moody 1893 — 1966                                         |                                                                 | 17 января 1927  | 20 января 1931     | демократ                   | Барри Миллер Barry Miller                                    | [ 68 ] [ 69 ] |
| 31    | Росс Стерлинг Ross S. Sterling 1875 — 1949                             |                                                                 | 20 января 1931  | 17 января 1933     | демократ                   | Эдгар Витт Edgar E. Witt                                     | [ 70 ] [ 71 ] |
| 32    | Мириам Фергюсон Miriam A. Ferguson 1875 — 1961 (во второй раз)         |                                                                 | 17 января 1933  | 15 января 1935     | демократ                   | Эдгар Витт Edgar E. Witt                                     | [ 66 ] [ 67 ] |
| 33    | Джеймс Оллред James V. Allred 1899 — 1959                              |                                                                 | 15 января 1935  | 17 января 1939     | демократ                   | Уолтер Фрэнк Вудал Walter Frank Woodul                       | [ 72 ] [ 73 ] |
| 34    | Уилберт Ли О’Дэниел W. Lee O’Daniel 1890 — 1969                        |                                                                 | 17 января 1939  | 4 августа 1941     | демократ                   | Кок Стивенсон Coke R. Stevenson                              | [ 74 ] [ 75 ] |
| 35    | Кок Стивенсон Coke R. Stevenson 1888 — 1975                            |                                                                 | 4 августа 1941  | 21 января 1947     | демократ                   | вакантно (1941—1943)                                         | [ 76 ] [ 77 ] |
| 35    | Кок Стивенсон Coke R. Stevenson 1888 — 1975                            | Джон Ли Смит John Lee Smith (1943—1947)                         | 4 августа 1941  | 21 января 1947     | демократ                   |                                                              | [ 76 ] [ 77 ] |
| 36    | Бофорд Джестер Beauford H. Jester 1893 — 1949                          |                                                                 | 21 января 1947  | 11 июля 1949       | демократ                   | Аллан Шиверс Allan Shivers                                   | [ 78 ] [ 79 ] |
| 37    | Аллан Шиверс Allan Shivers 1907 — 1985                                 |                                                                 | 11 июля 1949    | 15 января 1957     | демократ                   | вакантно (1949—1951)                                         | [ 80 ] [ 81 ] |
| 37    | Аллан Шиверс Allan Shivers 1907 — 1985                                 | Бен Рэмси Ben Ramsey (1951—1957)                                | 11 июля 1949    | 15 января 1957     | демократ                   |                                                              | [ 80 ] [ 81 ] |
| 38    | Прайс Дэниел Price Daniel 1910 — 1988                                  |                                                                 | 15 января 1957  | 15 января 1963     | демократ                   | Бен Рэмси Ben Ramsey                                         | [ 82 ] [ 83 ] |
| 39    | Джон Конналли John Connally 1917 — 1993                                |                                                                 | 15 января 1963  | 21 января 1969     | демократ                   | Престон Смит Preston Smith                                   | [ 84 ] [ 85 ] |
| 40    | Престон Смит Preston Smith 1912 — 2003                                 |                                                                 | 21 января 1969  | 16 января 1973     | демократ                   | Бен Барнс Ben Barnes                                         | [ 86 ] [ 87 ] |
| 41    | Дольф Бриско Dolph Briscoe 1923 — 2010                                 |                                                                 | 16 января 1973  | 16 января 1979     | демократ                   | Уильям Петтус Хобби мл. William P. Hobby, Jr.                | [ 88 ] [ 89 ] |
| 42    | Билл Клементс Bill Clements 1917 — 2011                                |                                                                 | 16 января 1979  | 18 января 1983     | республиканец              | Уильям Петтус Хобби мл. William P. Hobby, Jr.                | [ 90 ]        |
| 43    | Марк Уайт Mark White 1940 — 2017                                       |                                                                 | 18 января 1983  | 20 января 1987     | демократ                   | Уильям Петтус Хобби мл. William P. Hobby, Jr.                | [ 91 ]        |
| 44    | Билл Клементс Bill Clements 1917 — 2011 (во второй раз)                |                                                                 | 20 января 1987  | 15 января 1991     | республиканец              | Уильям Петтус Хобби мл. William P. Hobby, Jr.                | [ 90 ]        |
| 45    | Энн Ричардс Ann Richards 1933 — 2006                                   |                                                                 | 15 января 1991  | 17 января 1995     | демократ                   | Боб Буллок Bob Bullock                                       | [ 92 ] [ 93 ] |
| 46    | Джордж Уокер Буш George W. Bush род. 1946                              |                                                                 | 17 января 1995  | 21 декабря 2000    | республиканец              | Боб Буллок Bob Bullock (1995—1999)                           | [ 94 ]        |
| 46    | Джордж Уокер Буш George W. Bush род. 1946                              | Рик Перри Rick Perry (1999—2000)                                | 17 января 1995  | 21 декабря 2000    | республиканец              |                                                              | [ 94 ]        |
| 47    | Рик Перри Rick Perry род. 1950                                         |                                                                 | 21 декабря 2000 | 20 января 2015     | республиканец              | Билл Рэтлифф Bill Ratliff (2000—2003)                        | [ 95 ]        |
| 47    | Рик Перри Rick Perry род. 1950                                         | Дэвид Дьюхерст David Dewhurst (2003—2015)                       | 21 декабря 2000 | 20 января 2015     | республиканец              |                                                              | [ 95 ]        |
| 48    | Грег Эбботт Greg Abbott род. 1957                                      |                                                                 | 20 января 2015  | по настоящее время | республиканец              | Дэн Патрик Dan Patrick                                       | [ 96 ]        |